# Galo Blanco
Galo Blanco (Oviedo, 8 ottobre 1976) è un allenatore di tennis ed ex tennista spagnolo.

## Carriera

### Giocatore
In carriera ha vinto un titolo in singolare. Nei tornei del Grande Slam ha ottenuto il suo miglior risultato raggiungendo i quarti di finale nel singolare all'Open di Francia nel 1997.
Si è ritirato dall'attività agonistica nell'aprile 2006 con la partecipazione al Torneo Godó di Barcellona.

### Allenatore
Dal 2006 si è dedicato alla carriera di allenatore collaborando con Feliciano López, Marcel Granollers dal 2008 al 2010, Milos Raonic dal 2010 al 2013, Jürgen Melzer dal 2013 al 2014, Elias Ymer nel 2015 e Karen Chačanov dal 2015 al 2017. A fine 2017 si unisce al team di Dominic Thiem dal quale si separa nell'ottobre successivo per diventare direttore sportivo della nuova Coppa Davis.

## Statistiche

### Singolare

#### Vittorie (1)
| Numero | Anno           | Torneo                                             | Superficie  | Avversario in finale | Punteggio     |
| 1.     | 15 agosto 1999 | Internazionali di Tennis di San Marino, San Marino | Terra rossa | Albert Portas        | 4-6, 6-4, 6-3 |

### Singolare

#### Finali perse (1)
| Numero | Anno         | Torneo                            | Superficie  | Avversario in finale | Punteggio |
| 1.     | 4 marzo 2001 | Abierto Mexicano Telcel, Acapulco | Terra rossa | Gustavo Kuerten      | 4-6, 2-6  |